# Combresomyces
Combresomyces — рід грибів. Назва вперше опублікована 2008 року.

## Класифікація
До роду Combresomyces відносять 2 види:
- Combresomyces cornifer
- Combresomyces williamsonii